# Краснянська Ірина Василівна
Красня́нська Іри́на Васи́лівна (нар. 19 листопада 1987 р., Вологда) — заслужений майстер спорту зі спортивної гімнастики, чемпіонка світу 2006 р.

## Біографія
Ірина Краснянська народилася 19 листопада 1987 р. у Вологді, Росія. Спортивною гімнастикою почала займатися в 5 років. Закінчила Черкаську ЗОШ №15.
Вперше взяла участь у міжнародних змаганнях у 1997 році. Перший тренер Алла Красовська (Черкаси, клуб “Спартак”). Тренер — Інна Коробчинська. Член спортивного клубу "Біола".
У 2009 році закінчила Харківську академію фізичної культури та спорту за  спеціальністю – «Тренер зі спортивної гімнастики, вчитель фізкультури». З 2009 року працювала на посаді тренера-викладача з хореографії у комплексній дитячій юнацькій спортивній школі "Спартак", м. Черкаси.
Депутат Черкаської обласної ради VI скликання від Партії Регіонів. Рішенням Черкаської обласної ради від 26.04.2013 № 22-32/VI достроково припиненила свої повноваження депутата на підставі особистої заяви.

## Спортивні досягнення
Багаторазова Чемпіонка України, володарка Кубка України по спортивній гімнастиці. Заслужений майстер спорту.
2003 р. – фіналістка Чемпіонату світу, Анахайм, США (бруси, колода).
2004 р. – срібна призерка (командне змагання) і бронзова призерка (бруси) Чемпіонату Європи, Амстердам, Нідерланди, учасниця Олімпійських ігор в Афінах.
2006 р. – чемпіонка світу у вправах на колоді, Орхус, Данія.
2008 р. – учасниця Олімпійських ігор в Пекіні.
Іменем Краснянської названо елемент категорії D на брусах, який вона вперше виконала на Чемпіонаті світу в Орхусі.